# 合衆国沈没
合衆国沈没（FAULTLINE）はアメリカ合衆国の映画作品。

## 概要
2004年公開のパニック映画。レックス・ピアノ監督の作品である。製作はスティーヴン・P・ジャーチョウ。フロリダ州で大地震に巻き込まれ地下トンネルに閉じ込められた男女の脱出ストーリーで自然災害の恐ろしさを描く。日本では2006年からトランスフォーマーにてリリースされている。
スケールの大きい邦題に反し、実際にはアメリカ合衆国が全てどころか一部すら沈没することはない。また、パッケージ写真にはニューヨークのビル群の崩壊が移っているが、ビル倒壊・津波などのシーンも一切ない。実際はフロリダ州の島で起きた大地震を描いた作品である。

## スタッフ
- 監督：レックス・ピアノ
- 脚本：ピーター・サリヴァン

## 出演
- オリヴィア・アダムス
- クリストファー・アッシュ
- グレッグ・ベラミー
- ブランディ・レッドフォード
- 他